# Eucalymnatus itanhaensis
Eucalymnatus itanhaensis är en insektsart som beskrevs av Mendes 1931. Eucalymnatus itanhaensis ingår i släktet Eucalymnatus och familjen skålsköldlöss. Inga underarter finns listade i Catalogue of Life.